# 神戸発・優れた技術
｢神戸発・優れた技術｣（こうべはつ・すぐれたぎじゅつ）は、神戸市の設立した公益財団法人である神戸市産業振興財団が、神戸市内の中小製造業者を対象に実施している認定制度である。

## 対象企業
出典は財団ウェブサイトによる。
1. 神戸市内に本社または事業所(工場等の生産・開発を行う事業所等)を有し、1年以上事業を営む中小企業（中小企業基本法第2条対象のうち「みなし大企業」以外）
2. 総務省統計局の「日本標準産業分類」の製造業及び製造業にかかる情報サービス業等（一部の製造業を除く）
3. 国内トップレベルにある「優れた技術」を持つ企業

認定企業は業種ごとに、財団のウェブサイトより検索が可能である。

## 審査基準
出典は財団ウェブサイトによる。
1. 得意技術や、独自技術分野などで国内トップレベルの高い技術を有している。もしくは、地域の特長、特殊性、強みなどを活かした技術が高いレベルである
2. 1.に当てはまる、もしくは応用した製品の機能・性能・品質などが優れている
3. ISO9001の認証取得や、技能検定資格者などを有し、品質管理に優れ、さらにそのマネージメントシステムが有効に機能している
4. その製品が、全国的に高いシェアを占めている
5. 確立された企業理念をもって、持続的企業経営を行っている